# Selenops viron
Selenops viron là một loài nhện trong họ Selenopidae.
Loài này thuộc chi Selenops. Selenops viron được J. A. Corronca miêu tả năm 2002.